# Macdunnoughia confusa
Espèce
Macdunnoughia confusa, la Confuse ou Goutte d'argent, est une espèce d’insectes lépidoptères, un papillon nocturne de la famille des Noctuidae.

## Description
Envergure de 30 à 38 mm, aile antérieure longue de 12 à 17 mm.

## Distribution
Eurasiatique : Europe (sauf extrême nord), Sibérie, jusqu'au Japon.

## Biologie
Le papillon vole d'avril à novembre en une ou trois générations selon la localisation. Il fréquente tout type de milieu, y compris des zones urbanisées. En France, il migre vers le nord et s'observe souvent à la fin de l'été. 
Polyphage, la chenille se nourrit de diverses herbacées : Lamium, Urtica, Artemisia absinthium, Chamomilla. 